# Ивановская, Галина Васильевна
Галина Васильевна Ивановская — советский хозяйственный, государственный и политический деятель, Герой Социалистического Труда.

## Биография
Родилась в 1943 году в Московской области. Член КПСС.
С 1962 года — на хозяйственной, общественной и политической работе. В 1962—2000 гг. — ткачиха производственного объединения шерстяных детских тканей «Подмосковье» Министерства текстильной промышленности РСФСР в Мытищинском районе Московской области.
За большой личный вклад в увеличение выпуска, улучшение качества, снижение себестоимости товаров народного потребления была в составе коллектива удостоена Государственной премии СССР за выдающиеся достижения в труде 1984 года.
Указом Президиума Верховного Совета СССР от 23 мая 1986 года присвоено звание Героя Социалистического Труда с вручением ордена Ленина и золотой медали «Серп и Молот».
Делегат XXV и XXVII съездов КПСС.
Живёт в Мытищах.